# Andrzej (budowniczy toruński)

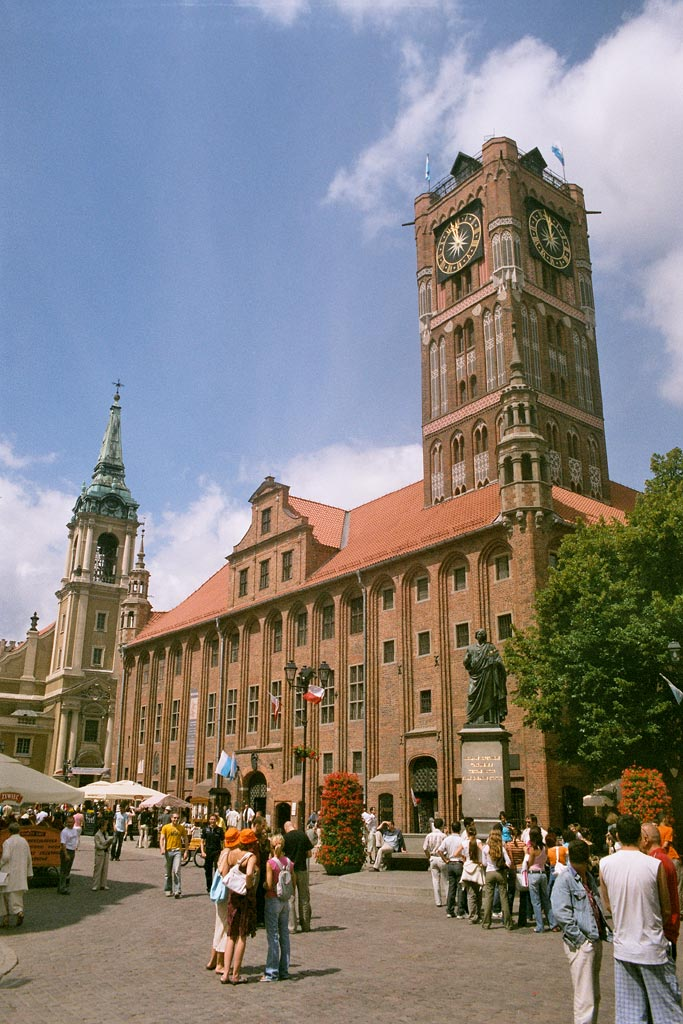
Ratusz Staromiejski w Toruniu

Mistrz Andrzej, meyster Andris (ur. prawdopodobnie ok. 1370, zm. 1420) – budowniczy miejski Starego Miasta w Toruniu, prawdopodobny budowniczy toruńskiego Ratusza Staromiejskiego.

## Życiorys
Mistrz Andrzej, urodzony nie później niż około 1370, figurował w dokumentach źródłowych jako budowniczy miejski w Toruniu od 1392. Funkcję miejskiego budowniczego pełnił nie dłużej niż do 1417, w tym roku pojawia się bowiem w źródłach jego następca Jakub. Nie jest znane pochodzenia Andrzeja oraz data jego zatrudnienia w Toruniu. Niemiecki historyk Arthur Semrau błędnie uznał, że mistrz pochodzi z Królewca. Błąd wynikał z pomylenia adresata z nadawcą w korespondencji cechowej z 1392 roku. Pismo, uznane przez Semraua za wysłane z Królewca, jest w rzeczywistości odpowiedzią (bądź szkicem odpowiedzi) cechu toruńskiego do cechu murarskiego w Królewcu. Sygnatariuszami pisma byli starsi cechu: Mistrz Andrzej, Nicolaus Wysschegrode, Hannos Wyes, Hannus Gotland.
Z przekazów źródłowych wynika, że od 1399 Andrzej był właścicielem domu przy ulicy Mostowej; dom ten sprzedał w 1419. W 1400 rada miasta Gdańska na prośbę rady toruńskiej rozstrzygała spór mistrza Andrzeja z czeladnikiem murarskim Vynkenczaylem. Spór był związany z niechęcią mistrza do czeladników niemieckich i zarazem niechęcią czeladnika Vynkenczayla do pracy z Polakami.
Odnotowano także kilka zapłat dla mistrza Andrzeja. W 1407 odebrał on 1 grzywnę, 10 skojców i 7 denarów za prace przy kościele św. Janów. Zapłata za pracę przy kościele można łączyć z budową kaplic, których autorstwo jest przypisywane Andrzejowi. W 1409 pobrał wynagrodzenie w wysokości 24 soldów za udział w wyprawie na zamek w Bobrownikach (ziemia dobrzyńska). Przypuszczalnie mistrz Andrzej pracował przy budowie kaplic kościoła św. Jana.
Artur Semrau, a za nim inni historycy (w tym Eugeniusz Gąsiorowski) są wśród badaczy przypisujących mistrzowi Andrzejowi wzniesienie Ratusza Staromiejskiego w Toruniu. Jednym z potwierdzających to argumentów jest zbieżność dat zakończenia budowy ratusza z zakupem domu przez mistrza Andrzeja (1399), świadczącym o otrzymaniu przez niego znacznej sumy pieniędzy – być może właśnie za prace przy ratuszu. Zdaniem Eugeniusza Gąsiorowskiego mistrz Andrzej był również twórcą domu rodziny Hütfeldów na rogu ulic Ciasnej i Łaziennej (później zwanego Domem Eskenów). 
Śmierć mistrza Andrzeja nastąpiła najpewniej w 1420, z tego roku pochodzi bowiem zapis źródłowy o podziale majątku dokonanym przez wdowę.